# Drogosława
Drogosława – staropolskie imię żeńskie, złożone z członów Drogo- ("drogi") i -sława ("sława"). Mogło ono oznaczać "ta, której droga jest sława". W źródłach polskich poświadczone w XIV wieku (1400 rok).
Drogosława imieniny obchodzi 11 marca, 15 października, 15 grudnia.
Męskie odpowiedniki: Drogosław, Dargosław.